# Еміль Християн Гансен
Еміль Християн Гансен (дан. Emil Christian Hansen, 8 травня 1842 — 27 серпня 1909) — данський міколог і фізіолог, відомий своїми роботами в області дослідження процесу ферментації.
Народився в Рібе, оплачував своє навчання писанням ромінів та отримав золоту медаль Данського наукового суспільства 1876 року за дослідження грибів. Працював в Карлсбергській лабораторії в Копенгагені і відкрив, що дріжджі є набором різних видів грибів, та можуть вирощуватися штучно. Він виділив чисту культуру дріжджів Saccharomyces carlsbergensis, що використовується у виробництві пива низового бродіння.